# Balatonakali

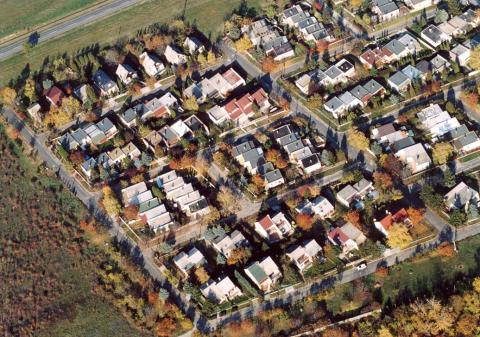
Balatonakali

Balatonakali är ett samhälle i provinsen Veszprém i Ungern. Balatonakali ligger i distriktet Balatonfüred och har en area på 36,20 km². År 2019 hade Balatonakali totalt 664 invånare.